# Andrzej Krajewski (grafik)
Andrzej Krajewski, ps. Andre de Krayewski (ur. 20 czerwca 1933 w Poznaniu, zm. 10 kwietnia 2018 w Newark) – polski malarz i grafik, twórca plakatów filmowych i teatralnych.

## Życiorys
Ukończył Liceum Plastyczne we Wrocławiu, następnie rozpoczął studia w Wyższej Szkole Sztuk Pięknych we Wrocławiu, jednak został z niej relegowany. Ostatecznie studia w Akademii Sztuk Pięknych w Warszawie odbył w latach 1958–1963, uzyskując dyplom w pracowni Henryka Tomaszewskiego. Malarstwo studiował u Wojciecha Fangora. Po studiach zajmował się grafiką użytkową, m.in. zaprojektował kilkaset plakatów filmowych, teatralnych i społecznych. Jest także autorem kilkudziesięciu okładek książek, m.in. dla Państwowego Instytutu Wydawniczego, Książki i Wiedzy. W latach 1961–1985 współpracował z Państwowym Wydawnictwem Rolniczym i Leśnym, w tym z pismem Traktor. Publikował rysunki w pismach Jazz oraz Za i Przeciw (w tym ostatnim piśmie w 1957, prowadząc wspólnie z Jackiem Łukasiewiczem femeryczną rubrykę Klips)
Tworzył w stylistyce pop-artu, a od lat 70. malował obrazy w stylu art déco. Od 1985 mieszkał i tworzył w New Jersey.
W 2007 powrócił do projektowania plakatów dla polskich spektakli teatralnych. W 2010 opublikował powieść Skyliner, którą w 2015 wydał także w formie komiksu.
Jego prace były wystawiane na Międzynarodowym Biennale Plakatu w Warszawie, Biennale Ilustracji w Osace, a także na wystawach w Londynie, Helsinkach, Sztokholmie, Paryżu i Tokio.
W 2014 roku nakładem wydawnictwa Korporacja Ha!art został wydany album z okładkami książek i czasopism zaprojektowanymi przez Andrzeja Krajewskiego pt. Moje okładki, pod red. Tytusa Klepacza.